# Ajmak południowogobijski
Ajmak południowogobijski (mong. Өмнөговь аймаг) – jeden z 21 ajmaków w Mongolii, znajdujący się w południowej części kraju. Stolicą ajmaku jest Dalandzadgad.
Utworzony w 1931 roku, obejmuje powierzchnię 165 400 km² i dzieli się na 15 somonów. Znajdują się tam złoża węgla kamiennego, złota, cyny, ołowiu i soli. W rolnictwie dominuje hodowla zwierząt i uprawa warzyw, głównie ziemniaków. Nie uprawia się zbóż.
Ajmak południowogobijski jest ajmakiem o najmniejszej gęstości zaludnienia w całej Mongolii. Liczba ludności w poszczególnych latach:
| 1979   | 1989   | 2000   | 2010   |
| ------ | ------ | ------ | ------ |
| 33 000 | 42 400 | 46 858 | 60 855 |